# Last Melody
Last Melody es el tercer álbum sencillo del grupo femenino surcoreano Everglow. El álbum fue lanzado el 25 de mayo de 2021 por Yuehua Entertainment y distribuido por Stone Music Entertainment, junto con su sencillo principal titulado «First».

## Antecedentes y lanzamiento
El 6 de mayo de 2021, Yuehua Entertainment anunció que Everglow lanzaría su tercer álbum sencillo el 25 de mayo. El 17 de mayo, se hizo pública la lista de canciones, informando que su canción principal llevaba por título «First» y, junto a ella, se estrenarían las pistas «Don't Ask Don't Tell» y «Please Please».
Un día después, el 18 de mayo, se lanzó el video teaser de su sencillo principal. El 21 de mayo, se lanzó un vídeo medley, con pequeños adelantos musicales de lo que serían las canciones del álbum, el que fue lanzado finalmente el 25 de mayo junto con el vídeo musical del sencillo principal, «First».

## Lista de canciones
| CD/Descarga digital |                        |                               |                                                                               |                          |          |  |
| N.º                 | Título                 | Letras                        | Música                                                                        | Arreglos                 | Duración |  |
| 1.                  | «First»                | Park Hee-ah, Yoo Ga-young, 72 | Hayley Aitken, Olof Lindskog, Gavin Jones, 72                                 | Ollipop                  | 3:32     |  |
| 2.                  | «Don't Ask Don't Tell» | I Seu-ran, 72                 | Melanie Fontana, Michel "Lindgren" Schulz, Mario Marchetti, Gino Barletta, 72 | Michel "Lindgren" Schulz | 3:28     |  |
| 3.                  | «Please Please»        | I Bo-ah, 72                   | Lukas Hällgren, Jon Hällgren, Maria Marcus                                    | Maria Marcus             | 4:01     |  |
| 11:02               |                        |                               |                                                                               |                          |          |  |